# Duncan Oughton
Duncan Oughton (Wellington, 14 giugno 1977) è un ex calciatore neozelandese di ruolo centrocampista.

## Palmarès
- MLS Supporters' Shield: 3

Columbus Crew: 2004, 2008, 2009
- Campionato Mls/MLS Cup: 1

Columbus Crew: 2008
- Us Open Cup: 1

Columbus Crew: 2002